# Guerra franco-marocchina
La guerra franco-marocchina del 1844 nota anche come prima guerra franco-marocchina fu un conflitto apertosi tra Francia e Sultanato del Marocco. La principale causa della guerra fu il ritiro del leader della resistenza algerina Abd al-Qadir in Marocco a seguito delle vittorie dei francesi sui suoi uomini nel corso della conquista dell'Algeria. Di fronte al rifiuto dei marocchini di consegnare il ribelle, la Francia dichiarò guerra al Marocco.

## Antefatto
Abd Al-Qadir aveva iniziato ad utilizzare il Marocco nordorientale come rifugio e base di reclutamento per i propri uomini già dall'inizio degli anni '40 dell'Ottocento, ed i movimenti militari francesi contro di lui portarono a numerose tensioni al confine. La Francia fece numerose richieste diplomatiche al sultano Abd al-Rahman per bloccare il supporto marocchino ad Abd al-Qadir, ma le divisioni politiche del sultanato resero quest'ultima richiesta impossibile da accondiscendere.
Le tensioni si innalzarono nel 1843 quando le forze francesi attaccarono una colonna di sostenitori di Abd al-Qadir sin oltre il confine col Marocco. Tra questi uomini vi erano numerosi uomini della tribù Alawi del Marocco, fatto che le autorità francesi interpretarono de facto come una dichiarazione di guerra. Anche se il Marocco non rispose immediatamente, le autorità militari francesi minacciarono un'immediata invasione del Marocco se non fosse stato ufficialmente ritirato il supporto del sultanato ad Abd al-Qadir.
Dall'inizio del 1844 le truppe francesi avevano costruito delle fortificazioni a Lalla-Maghnia, sito di un santuario islamico presso Oujda, territorio tradizionalmente reclamato dalla reggenza ottomana di Algeri. Un tentativo di far sloggiare queste truppe venne condotto pacificamente alla fine di maggio del 1844 ma fallì quando i combattenti delle tribù Alawi aprirono il fuoco sui francesi e vennero rinviate verso Oujda. I mormorii creatisi su quest'incidente (oltre alle dicerie sul fatto che il santuario fosse stato violato e che le truppe francesi entrate ad Oujda ne avessero impiccato il governatore) accesero la fiamma della jihād in Marocco. Il maresciallo francese Thomas Robert Bugeaud insistette sul fatto che il confine tra le due nazioni dovesse essere considerato al fiume Muluwiya, posizione di molto ad ovest rispetto al fiume Tafna che il Marocco considerava proprio confine.

## La campagna militare

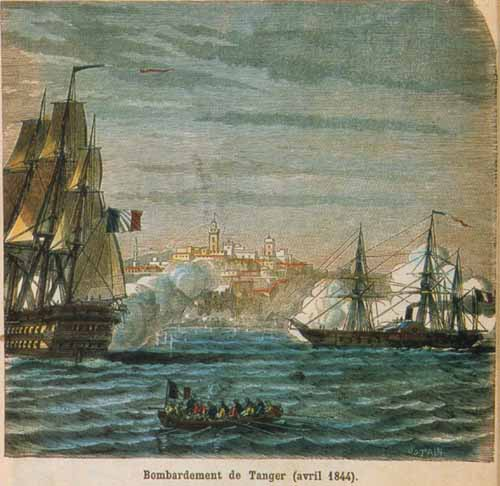
Il Bombardamento di Tangeri, incisione di N.E. Sotain.

La guerra ebbe inizio il 6 agosto 1844 quando una flottiglia francese al comando del principe di Joinville condusse un bombardamento navale della città di Tangeri. Il conflitto raggiunse il suo picco il 14 agosto 1844 con la Battaglia di Isly, che ebbe luogo presso Oujda. Una grande forza marocchina guidata dal figlio del sultano Sīdī Mohammed venne sconfitta da una forza minore francese al comando del maresciallo Thomas Robert Bugeaud.

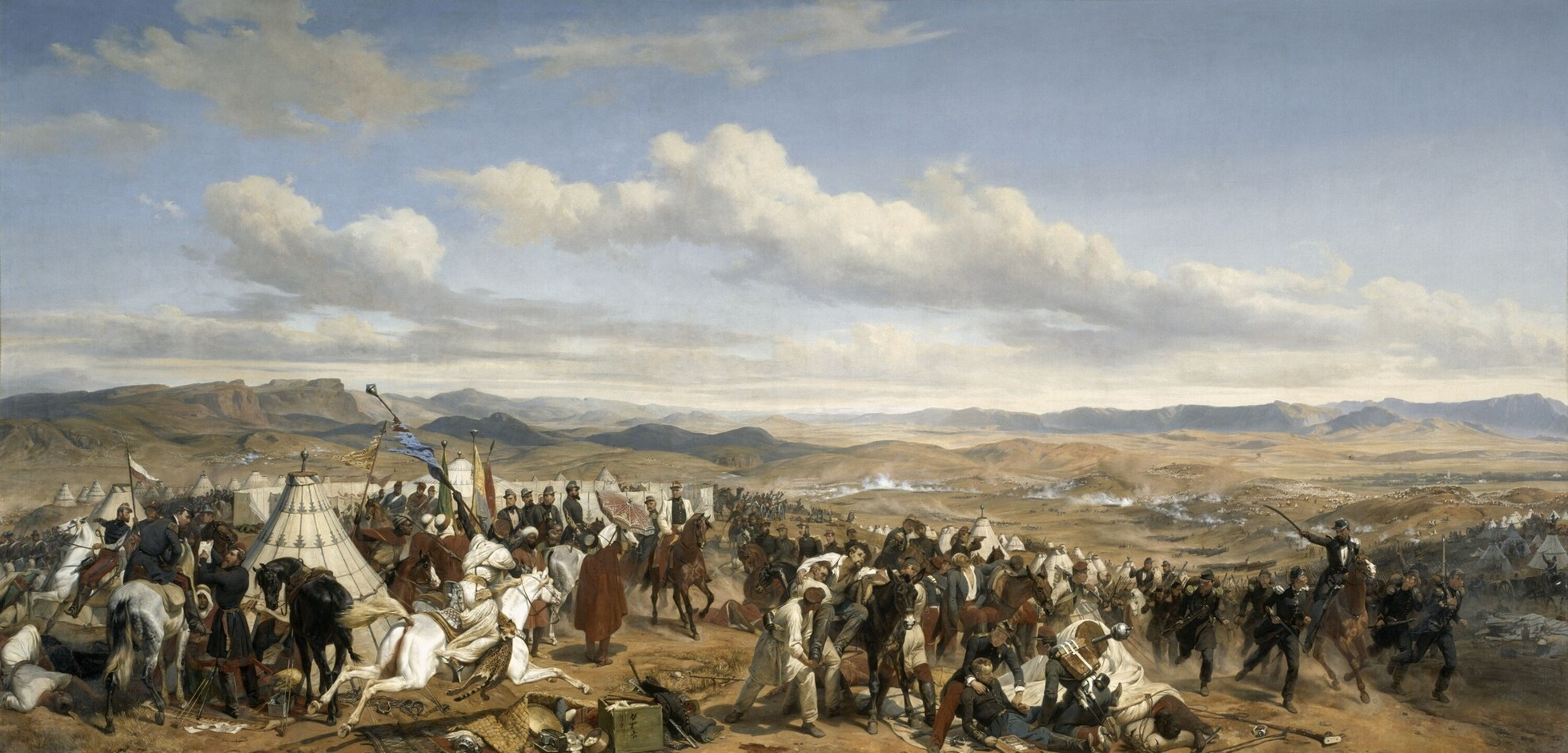
La Battaglia di Isly, olio su tela di Horace Vernet.

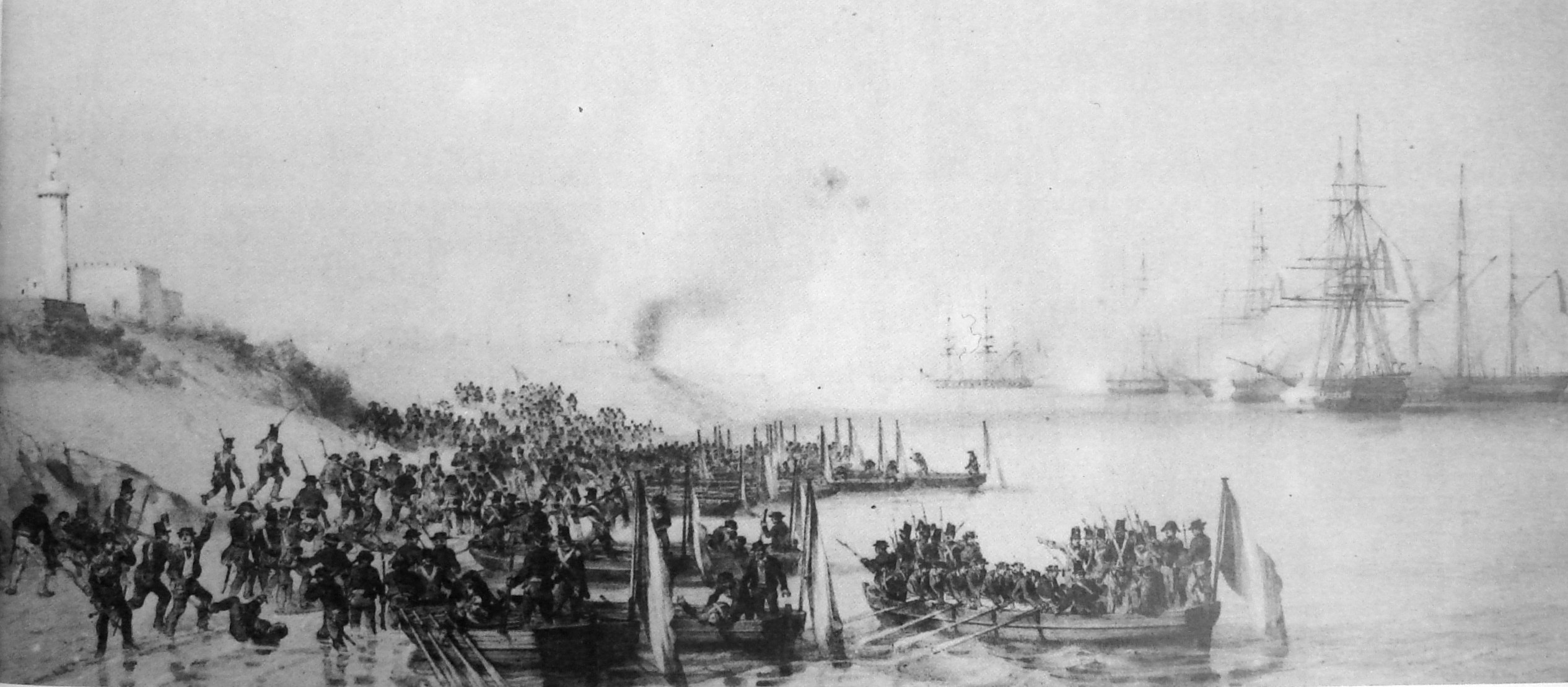
Bombardamento di Mogador: le truppe francesi sbarcano sull'isola di Mogador, nella baia di Essaouira nel 1844.

Essaouira, il principale porto marocchino sull'Atlantico, venne attaccato nel corso del bombardamento di Mogador ed occupato brevemente dal principe di Joinville il 16 agosto 1844.

## Trattato di Tangeri
La guerra venne formalmente conclusa il 10 settembre 1844 con la firma del Trattato di Tangeri, col quale il Marocco acconsentì all'arresto di Abd al-Qādir, riducendo la sua guarnigione ad Oujda e stabilendo una commissione apposita per decidere il proprio confine di stato con i francesi (il confine, che è poi sostanzialmente quello attuale tra Marocco e Algeria, venne concordato precisamente col Trattato di Lalla Maghnia.)
Gli accordi presi dal sultano Abd al-Rahman, che portarono alla capitolazione alle richieste francesi, gettò il Marocco nel caos, con gli Alawī ed altre tribù che tentarono di staccarsi coi loro domini dallo stato per dare supporto a Abd al-Qādir, mentre altri chiedevano la deposizione del sultano in favore di Abd al-Qādir. Il sultano e i suoi figli riottennero il controllo sul sultanato e furono in grado di estinguere la jihad di Abd al-Qādir evidenziando che senza il loro supporto, Abd al-Qādir non poteva considerarsi un mujahid, un guerriero santo, ma un mero mufsid, un ribelle. Nel 1847 le forze del sultano quindi ingaggiarono una jihad a loro volta contro Abd al-Qādir, il quale nel dicembre di quello stesso anno si arrese alle forze francesi.